# Новоянбеково
Новоянбе́ково (рос. Новоянбеково, башк. Яңы Йәнбәк) — присілок у складі Давлекановського району Башкортостану, Росія. Входить до складу Кадиргуловської сільської ради.
Населення — 187 осіб (2010; 217 в 2002).
Національний склад:
- башкири — 76 %